# Conognatha auricollis
Conognatha auricollis es una especie de escarabajo del género Conognatha, familia Buprestidae. Fue descrita científicamente por Mannerheim en 1837.